# Vita brevis, ars longa

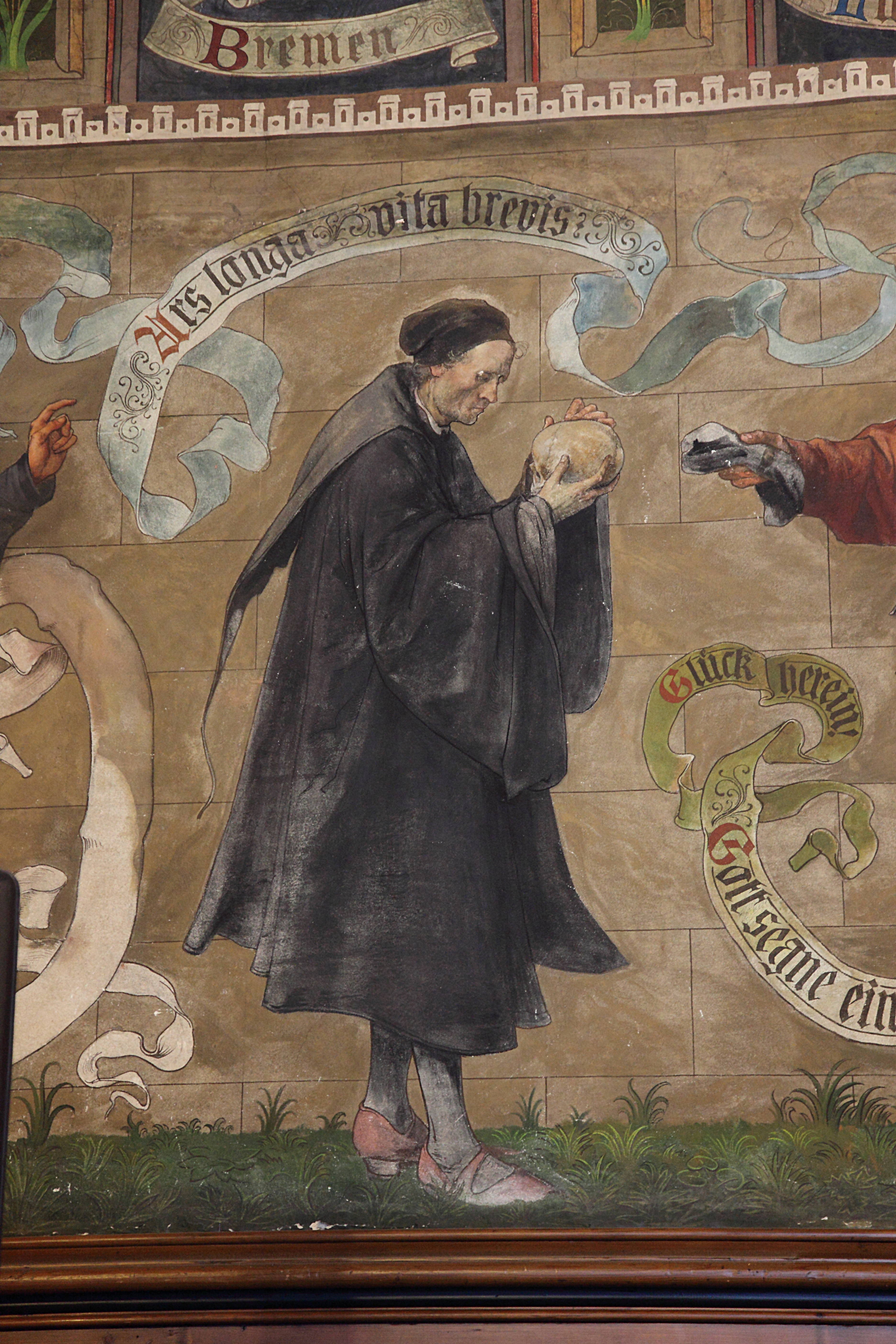
Darstellung im Alten Rathaus Göttingen

Vita brevis, ars longa. (deutsch Das Leben ist kurz, die Kunst ist lang.) ist die lateinische Übersetzung eines Aphorismus, der dem griechischen Arzt Hippokrates (Aph. 1,1) zugeschrieben wird. Er ist im Corpus Hippocraticum überliefert, dessen Texte sich nicht eindeutig Hippokrates selbst zuschreiben lassen (siehe auch: Aphorismen (Corpus Hippocraticum)). Im Original lautet er: Ὁ βίος βραχὺς, ἡ δὲ τέχνη μακρὴ. Der Begriff Kunst in der Übersetzung von τέχνη (téchne) bzw. ars meint in dieser Sentenz so viel wie „Lehre, Kennen von handlungsorientierten Regeln,“ wie es heute noch etwa bei der „Heilkunst“ verwendet wird.
Der lateinische Wortlaut wird in indirekter Rede in der Schrift De brevitate vitae („Über die Kürze des Lebens“) (1,1) des römischen Philosophen Seneca überliefert:

“Maior pars mortalium, Pauline, de naturae malignitate conqueritur, quod in exiguum aevi gignimur, quod haec tam velociter, tam rapide dati nobis temporis spatia decurrant, adeo ut exceptis admodum paucis ceteros in ipso vitae apparatu vita destituat. Nec huic publico, ut opinantur, malo turba tantum et imprudens vulgus ingemuit; clarorum quoque virorum hic affectus querellas evocavit.  Inde illa maximi medicorum exclamatio est: vitam brevem esse, longam artem.”

„Der größere Teil der Menschen, Paulinus, beklagt sich über die Missgunst der Natur, nämlich dass wir nur für eine kurze Lebenszeit geboren werden und dass so schnell und stürmisch die uns gegebene Lebensfrist abläuft, und zwar so, dass mit Ausnahme nur weniger das Leben die übrigen bereits bei der Vorbereitung des Lebens im Stich lässt. Und über dieses allgemeine Übel, wie man meint, seufzt nicht nur die große Masse und der unwissende Pöbel. Dieses Gefühl hat auch Klagen berühmter Männer hervorgerufen. Dazu gehört jener Ausruf des größten Arztes, das Leben sei kurz, lang die Kunst.“

## Quelle
1. ↑  De brevitate vitae, I. (Vicifons)